# Ol'ga Budina
Ol'ga Aleksandrovna Budina (in russo О́льга Алекса́ндровна Бу́дина?; Odincovo, 22 febbraio 1975) è un'attrice teatrale e attrice cinematografica russa.

## Biografia
Nata nel 1975, ha frequentato la scuola di recitazione presso l’Università Boris Shchukin. Ha fatto il suo debutto cinematografico nel 1996, come protagonista di un adattamento de Il piccolo principe. Nel 2000 è stata Anastasia nel film The Romanovs: An Imperial Family. Nel 2003 è stata membro della giuria al 25º Festival cinematografico internazionale di Mosca.

### Vita privata
Nel 2004 ha sposato l'uomo d'affari Aleksandr Naumov, da cui ha poi divorziato; la coppia ha avuto un figlio.

### Libri
Nel 2007, la casa editrice Exmo pubblicato il libro "Diario di Olga Budina. Discorsi di gravidanza".

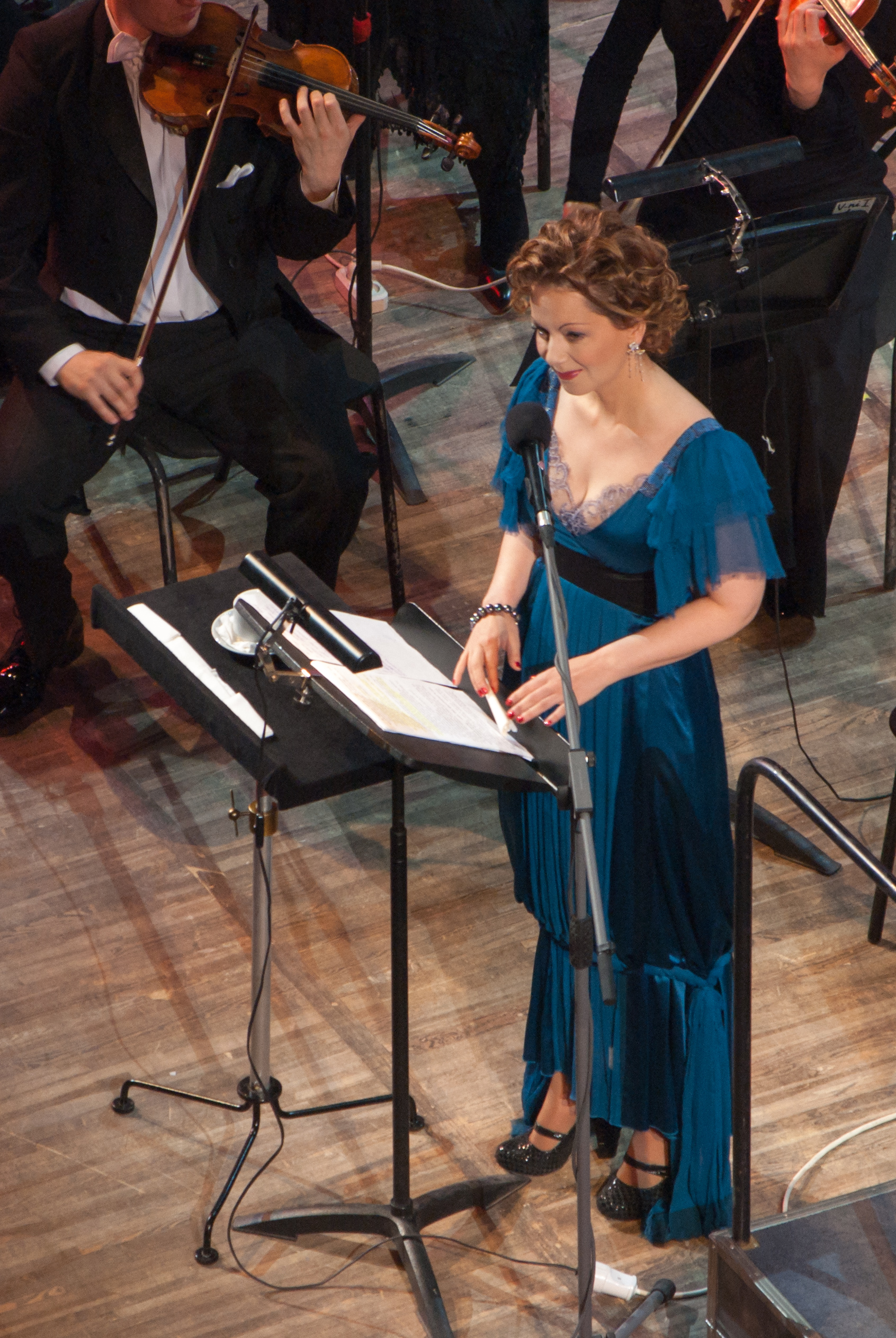
Olga Budina sul palco della sala concerti. Čajkovskij. Gennaio 2013.

## Filmografia
- 1998: Ne poslat' ly nam gontsa?
- 1999: Dosye detektiva Dubrovskogo (TV)
- 1999: Tsvety ot pobediteley
- 2000: The Romanovs: An Imperial Family (Romanovi: Ventsenosnaja semja) — Gran Duchessa Anastasia Nikolaevna
- 2000: Check - Clerk
- 2000: His Wife's Diary (Dnevnik ego zheny) — poetessa Galina Plotnikova
- 2000: Empire under Strike (Imperiya pod udarom) — Olga
- 2000: Border: Taiga Novel - Marina Goloschekina
- 2001: Down House — Maria
- 2001: Salomè — Salomè
- 2001: Plus-Minus One
- 2002: Railroad Romance (Zheleznodorozhny romans) — Vera
- 2003: The Idiot (serie TV) — Aglaia Yepanchina
- 2003: Joys and Sorrows of a Little Lord (Radosti i pechali malenkogo lorda) — Nora
- 2003: Bajazet — Olga Khvoshchinskaya
- 2004: Moscow Saga (Moskovskaya saga) — Nina Gradova-Kitaigorodskaya
- 2006: Stalin's Wife (Zhena Stalina) — Nadežda Allilueva
- 2007: Private Life of Dr. Selivanova — Elena Selivanova, ginecologa
- 2007: Necklaces for Snow Woman — Katia
- 2008: Heavy Sand (Tyazhely pesok) — Helena Moiseyevna, la moglie di Levi
- 2008: Equation without unknown variables (Uravneniye so vsemi izvestnymi) — Anna Samoylova
- 2009: Phoenix Syndrome (Sindrom Feniksa) — Tatiana
- 2010: Dr. Zemsky (Zemskij doktor)— Dr.ssa Olga Samoilova
- 2010: Mother's Heart (Serdtse materi) (TV) — Vera Guryanova, procuratore criminale